# Laurel und Hardy: Gehen vor Anker
Laurel und Hardy: Gehen vor Anker (auch bekannt als Dick und Doof gehen vor Anker, Seemannslos gehen vor Anker, Bitteres Seemannslos, Sieger durch K.O. und Irgendein alter Hafen) ist eine US-amerikanische Kurzfilm-Komödie von James W. Horne aus dem Jahr 1932. In den Hauptrollen spielt das Komikerduo Laurel und Hardy.

## Handlung
Stan und Ollie sind Seeleute, die sich in einem heruntergekommenen Hotel am Hafen einschreiben. Der Hotelbesitzer Mugsie Long ist ein grobschlächtiger Mann und plant, ein mittelloses und hübsches Mädchen, das bei ihm im Hotel arbeiten muss, gegen ihren Willen zu heiraten. Mugsie verständigt einen Friedensrichter, der ihn auch beinahe mit dem Mädchen verheiratet, doch Stan und Ollie fassen sich ein Herz und kommen zur Rettung des Mädchens. Nach einem längeren Kampf ist Mugsie Long, der ihnen lautstark Rache schwört, geschlagen – allerdings haben die beiden ebenfalls den Großteil ihres Besitzes quasi verloren, da er sich noch in Mugsies Hotel befindet. Zufällig treffen sie Harry Bernard, einen alten Freund von Ollie, der als Boxmanager Erfolg hat. Er bietet Ollie 50 Dollar, falls er an diesem Abend bei einem Boxkampf mitmacht. Ollie stimmt Bernards Angebot zu, macht aber anschließend Stan zum Kämpfer und sich zu dessen Manager.
Am Abend ist ausgerechnet Mugsie Long der Gegner von Stan im Boxring. Mugsie lässt seine Handschuhe mit Metall befüllen, um sich auf besonders harte Weise an Stan zu rächen. Im Laufe des Kampfes, in dem sich Stan verzweifelt an Mugsie festklammert, vertauschen sie allerdings die Handschuhe. Mugsie realisiert den Fehler und versucht verzweifelt seinen Metallhandschuh wieder zu bekommen, während er gleichzeitig vor Stan im Ring flüchtet. Am Ende wird Mugsie eher zufällig von Stan getroffen und geht zu Boden. Stan wird in der Boxhalle gefeiert, nur sein Manager Ollie ist unzufrieden: Er hatte – wenig Vertrauen zu seinem Schützling besitzend – vor dem Boxkampf mit einem betrunkenen Zuschauer gewettet, dass Stan verlieren würde, und muss nun dem Betrunkenen Geld überlassen. Am Ende müssen die beiden aus der Boxhalle flüchten, da Stan versehentlich einen Polizisten mit dem Metallhandschuh niederschlägt.

## Hintergrund
Der Großteil der Szenen von Any Old Port! wurde im September 1931 unter Regie von James W. Horne gedreht. Dabei entstanden auch Szenen, in welchen sich das Komikerduo auf See mit James Finlayson und Tiny Sandford befindet. Diese wurden später gelöscht und sind heute nicht mehr auffindbar. Erst im November 1931 entstanden, diesmal unter Regie von James Parrott, innerhalb von drei Tagen die Boxszenen.
Walter Long spielte noch in mehreren anderen Laurel-und-Hardy-Filmen den Schurken. Julie Bishop, die hier als Braut auftritt, verkörperte vier Jahre später an der Seite von Laurel und Hardy das Mädel aus dem Böhmerwald.
Zu Deutsch kann man den Originaltitel Any Old Port! mit Irgendein alter Hafen übersetzen. Im deutschsprachigen Raum ist der Film wegen verschiedener Ausstrahlungen und Veröffentlichungen unter zahlreichen Titeln bekannt.

## Synchronisation
Die deutsche Synchronfassung entstand 1960 bei der Beta-Technik, München. Das Dialogbuch verfasste Wolfgang Schick, die Dialogregie übernahm Manfred R. Köhler.
| Rolle                      | Schauspieler  | Dt. Synchronstimme |
| -------------------------- | ------------- | ------------------ |
| Stan                       | Stan Laurel   | Walter Bluhm       |
| Ollie                      | Oliver Hardy  | Arno Paulsen       |
| Mugsie Long, Hotelbesitzer | Walter Long   | Erik Jelde         |
| Harry Bernard, Boxmanager  | Harry Bernard | Klaus Havenstein   |
| Ringrichter                | Sam Lufkin    | Erich Ebert        |